# 阿列克谢·雅科夫列维奇·翡里德

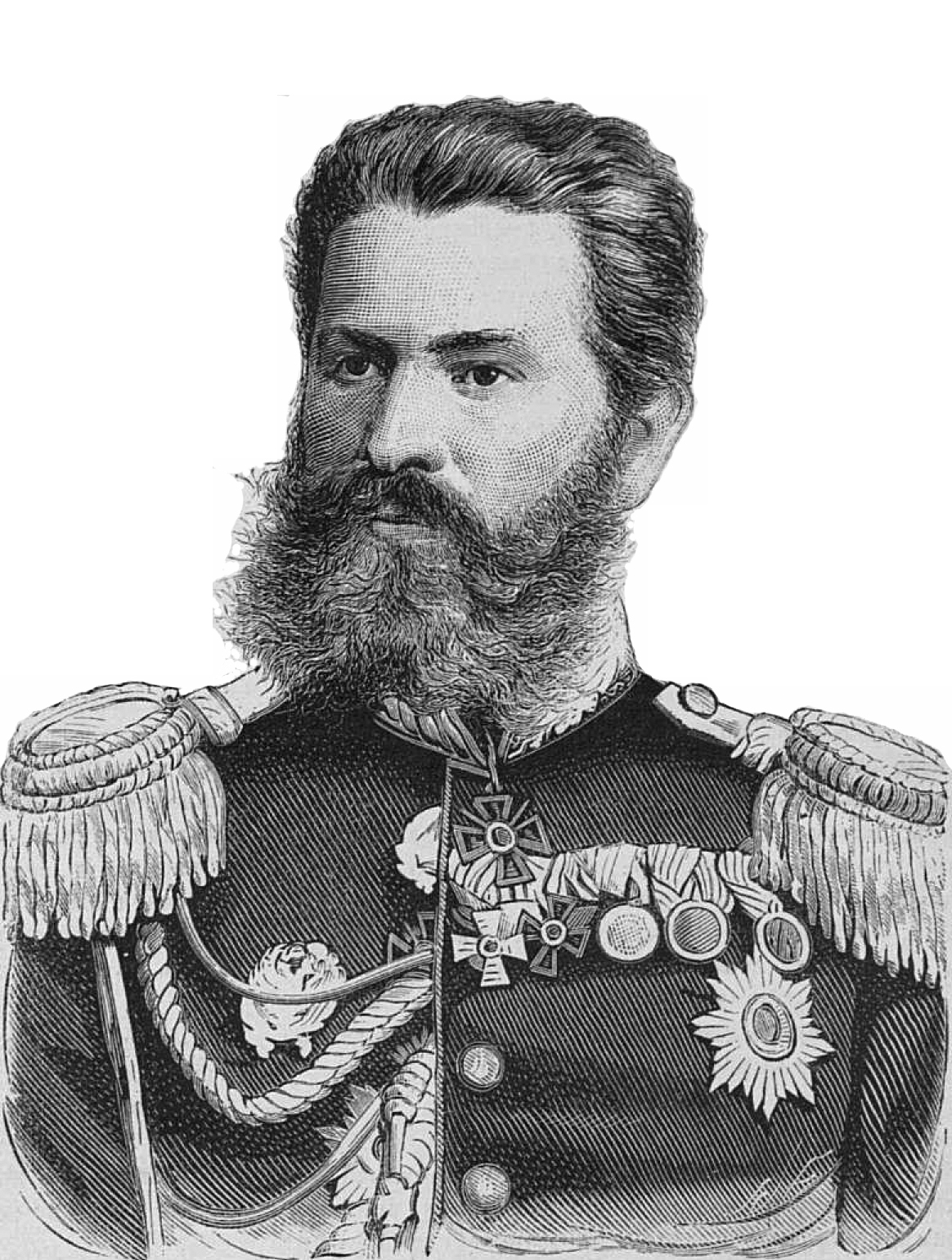
阿列克谢·雅科夫列维奇·翡里德

阿列克谢·雅科夫列维奇·翡里德（俄语：Алексей Яковлевич Фриде，1838年3月8日—1896年7月9日），是俄国的陆军中将，曾参加俄罗斯入侵突厥斯坦战役，担任过七河州的军事州长。1882年10月29日，与郭博勒·长顺在伊犁签订中俄《伊犁界约》。